# Тибен, Герхард
Ге́рхард Ти́бен (нем. Gerhard Thyben; 24 февраля 1922, Киль, Веймарская республика — 4 сентября 2006, Кали, Колумбия) — лётчик-ас люфтваффе, кавалер Рыцарского креста Железного креста с Дубовыми листьями.

## Биография
Тибен завербовался на военную службу в конце 1940 года, летом 1941 года он получил удостоверение лётчика.
Совершил 385 боевых вылетов и одержал 157 подтверждённых побед в воздухе. 152 победы были одержаны на восточном фронте, включая 28 сбитых Ил-2, ещё 5 — на Западном фронте. Также совершил 22 бомбардировочных вылета, в ходе которых уничтожил 2 самолёта и 7 автомобилей на земле.
Последнюю воздушную победу Тибен одержал 8 мая 1945 года над Балтийским морем. Им был сбит разведывательный самолёт Пе-2, выполнявший поиск немецких кораблей, пытающихся выбраться из окружённой Курляндии.
Тибен и его ведомый фельдфебель Фриц Хангебраук совершали перелёт на Focke-Wulf FW190D-9 из «Курляндского котла» в Шлезвиг, чтобы сдаться в плен западным союзникам, а не Красной Армии, и наткнулись на Пе-2, возвращавшийся с боевого задания. Лётчикам-истребителям такая цель показалась привлекательной даже для последнего дня войны. А на Пе-2, по-видимости, не ожидая встретить вражеские истребители со стороны собственного глубокого тыла не успели среагировать. Самолёт не успел оказать никакого сопротивления и даже не успел сообщить об атаке по радио. Пе-2 был сбит в 7:54 и, по всей видимости, это была одна из последних побед на Focke-Wulf Fw 190 в ходе Второй Мировой войны. Экипаж Пе-2 погиб в полном составе. Он состоял из капитана Алексея Грачёва, старшего лейтенанта Григория Давиденко и старшины Михаил Мурашко. Грачёв и Давиденко к тому времени были Героями Советского Союза.
Самолёт Тибена, в котором находился помимо самого пилота его механик, также не желавший сдаваться в плен русским, не получил никаких повреждений в бою, и в тот же день лётчики сдались в плен союзникам.
В 1946 году после освобождения из лагеря для военнопленных Тибен совершил путешествие в Испанию и Аргентину, после чего трудился авиаинструктором ВВС Колумбии.

## Награды
- Железный крест 1-го и 2-го классов (1939);
- Почётный кубок люфтваффе (31.8.1943);
- Немецкий крест в золоте (24.10.1943);
- Рыцарский крест Железного Креста с Дубовыми листьями:
  - Рыцарский Крест — лейтенанту и пилоту эскадрильи 7./JG 54 (6.12.1944)[1]
  - Дубовые листья — оберлейтенанту и командиру эскадрильи 7./JG 54 (№ 822, 8.4.1945)[1]